# آنا شوآرتز
آنا شوآرتز (۱۱ نوامبر ۱۹۱۵ - ۲۱ ژوئن ۲۰۱۲) یک اقتصاددان آمریکایی بود در ادارهٔ بین‌المللی تحقیق اقتصادی در شهر نیویورک و به قول پل کروگمن «یکی از بزرگ‌ترین دانشمندان پول‌گرای جهان». او بهتر شناخته می‌شود برای همکاری با میلتون فریدمن در نگارش یک تاریخچهٔ پولگرا از ایالات متحده، ۱۹۶۰-۱۸۶۷، انتشار یافته در ۱۹۶۳، که در آن بخش اعظم گناه رکود بزرگ را بر در فدرال رزرو گذاشتند. او رئیس انجمن بین‌المللی اقتصاد غرب در سال ۱۹۸۸ بود.